# Pierścień biskupi

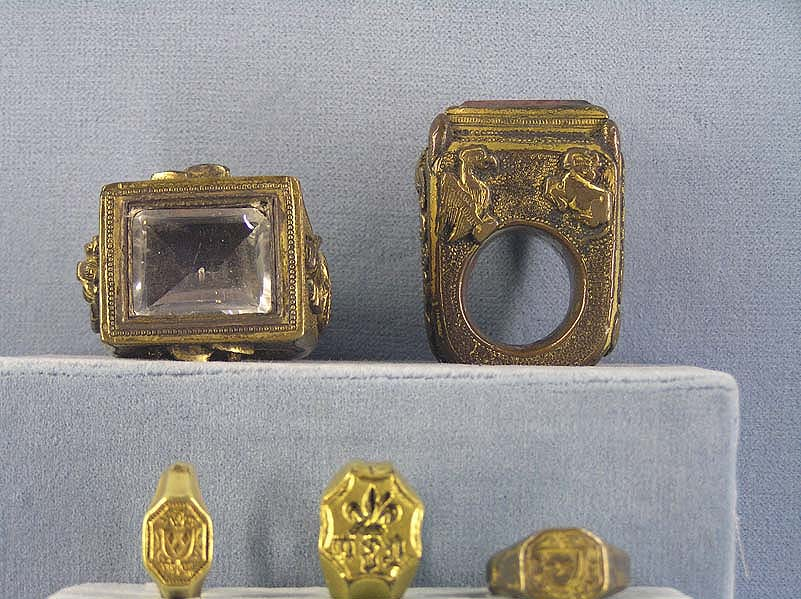
Pierścienie biskupie i arcybiskupie w Narodowym Muzeum Wieków Średnich w Paryżu

Pierścień biskupi – jeden z symboli władzy biskupiej w religii chrześcijańskiej. Noszony na serdecznym palcu prawej dłoni jest znakiem zaślubin biskupa z diecezją. Biskup ma obowiązek nosić go każdego dnia, w czasie każdej liturgii z wyjątkiem Wielkiego Piątku. Kolista forma pierścienia, niemająca ani początku, ani końca symbolizuje wieczność. Noszenie pierścienia jest także znakiem wierności

## Historia
Najstarszy znany pierścień należał do Arnulfa z Metzu (633), związana jest z nim również legenda, według której wrzucił on pierścień do rzeki, prosząc Boga, aby pozwolił mu go odnaleźć, gdy uzyska przebaczenie grzechów. Pierwotnie pierścienie biskupie były prawdopodobnie pierścieniami sygnetowymi i dlatego miały praktyczne znaczenie. Później stosowany był złoty pierścionek z kamieniem szlachetnym.
Pierścienie używane przez duchowieństwo dzieliło się na dwie kategorie:
- pontyfikalne[5][6]: używane w czasie mszy solennych (mogło być ich kilka) i ozdobione pojedynczym klejnotem,
- zwykłe[6]: noszone na co dzień, mające kamień pojedynczy bądź w połączeniu z brylantami, często też wygrawerowany herb.

Rodzaj kamienia, który jest umieszczony w pierścieniu, symbolizuje stopień noszącego go kapłana (szafir lub rubin dla kardynała, żółty topaz dla arcybiskupa; ametyst dla biskupa). Biskupi zwykły pierścień mogli ozdabiać każdym kamieniem, poza szafirem, który dodatkowo otaczały brylanty. Brak brylantów charakteryzował codzienne pierścienie opackie oraz protonotariuszy de numero. Dodatkowo pierścień kardynała zawiera herb papieża. Pierścienie mogli nosić też duchowni z tytułem doktora, jednak nie były one w żaden sposób opisane przepisami: ich użycie ograniczone było tylko do czynności pozakościelnych.
Obecnie powrócono jednak do prostszej formy i biskup nosi tylko jeden pierścień.
Pierścień biskupi jest wręczany podczas konsekracji.

## Odniesienie do Pisma Świętego
W Księdze Rodzaju, faraon przekazał pierścień Józefowi, gdy ten był w Egipcie, przez co nakazał Egipcjanom posłuszeństwo, względem nowego władcy. W przypowieści o synu marnotrawnym, ojciec każe dać synowi „najlepszą szatę” i „pierścień na rękę” (Łk 15, 22). W ten sposób nie tylko przywraca go do łaski ojcowskiej, ale też przywraca mu dawne uprawnienia. Bóg kieruje też przez Aggeusza wyrocznię, w której pierścień staje się znakiem wybrania: “W tym dniu wezmę cię i uczynię z ciebie jakby sygnet, bo sobie upodobałem w tobie” (Ag 2,23).

## Sposób oddania czci
W kościele katolickim istnieje wywodzący się z IX wieku zwyczaj całowania biskupa w pierścień symbolizujące oddawanie hierarsze czci jako reprezentantowi Boga. Przy ucałowaniu pierścienia przyklęka się na jedno kolano, jeżeli hierarcha znajduje się na terenie swojej jurysdykcji; w innych przypadkach jedynie całuje się z ukłonem. Przed papieżem i kardynałem przyklęka się na całym świecie, przed opatem na terenie jego opactwa, a przed delegatem apostolskim na terenie jego delegatury. Zgodnie z decyzją papieża Piusa X, za ucałowanie pierścienia kardynała czy biskupa można uzyskać odpust 50 dni dla dusz cierpiących w czyśćcu. Później Stolica Apostolska wydłużyła odpust – za ucałowanie pierścienia papieża do 300 dni, a pierścienia kardynała do 100 dni. Całowanie hierarchów kościelnych w pierścień to zanikający zwyczaj. Przeciwny tradycji całowania pierścienia był papież Benedykt XVI. Papież Franciszek zwracał się z prośbą do wiernych, aby go nie całowali w pierścień na powitanie.